# The All-American Rejects
Pour les articles homonymes, voir AAR.
The All-American Rejects (AAR) est un groupe de rock américain, originaire de Stillwater, en Oklahoma. Formé en 1999, le groupe se compose de Tyson Ritter (chant, basse et piano), Nick Wheeler (guitare solo, chœurs), Mike Kennerty (guitare rythmique, chœurs) et Chris Gaylor (batterie, percussions).
Le groupe connait un succès commercial dès leur premier album studio éponyme, The All-American Rejects, publié en 2003. L’album, contenant le single Swing, Swing, est certifié disque de platine par la RIAA. Leur deuxième album, Move Along (2005), connait un succès grand public encore plus grand. Il contient trois singles majeurs It Ends Tonight, Dirty Little Secret et Move Along, qui atteignent chacun le top 15 du classement Billboard Hot 100. Move Along et Dirty Little Secret atteignent plus de deux millions de téléchargements aux États-Unis. L’album est, quant à lui, certifié double disque de platine par la RIAA. Le troisième album des All-American Rejects, When the World Comes Down, sort le 16 décembre 2008. Certifié disque d’or par la RIAA, il contient le single Gives You Hell, qui devient le premier du groupe à recevoir un succès international. Il atteint la quatrième place du classement Hot 100, la troisième au classement Australian ARIA Singles chart et entre au Top 20 du UK Singles Chart,,. Le 21 mars 2011, la RIAA certifie Gives You Hell quadruple disque de platine, à la suite de plus de 4 millions de vente aux États-Unis. Le quatrième album du groupe, Kids in the Street est sorti à l’échelle internationale le 26 mars 2012 et entra à la dix-huitième place du classement américain Billboard 200.
Depuis le début de leur carrière, The All-American Rejects compte plus de 10 millions d’albums vendus dans le monde,. Ils sont classés 73e au Hot 100 Artists of the 2000s et 183e au classement Billboard 200 Artists of the Decade du magazine Billboard.

## Biographie

### Formation etThe All-American Rejects(1999–2004)
Le chanteur et bassiste Tyson Ritter et le guitariste et programmeur Nick Wheeler sont au début du secondaire quand ils commencent à s’intéresser à la musique chacun de leur côté. Ils se trouvent alors pris d'ennui dans leur petite ville de Stillwater, en Oklahoma et le duo se tourne naturellement vers la musique pour s’occuper un peu. Pendant que Ritter se couche à des heures impossibles, passant des heures à regarder des clips d’AC/DC, Wheeler est à l’autre bout de la ville où il fouille dans la collection de disques de sa sœur, composée d'albums de Def Leppard, Poison et Bon Jovi. Il n’en faut pas plus à Wheeler pour commencer à gratter la guitare et pour ensuite s’intéresser à la batterie et au piano. C’est lors d’une fête en 1997, où le groupe précédent de Wheeler jouait, qu’ils se rencontrent officiellement. Ritter proposa ses services en tant que bassiste, bien que n’ayant jamais touché une basse, et les deux décidèrent de former The All-American Rejects.
En 2000, encore au lycée, le groupe enregistre une démo, appelée simplement The All-American Rejects, avec Jesse Tabish au chant et à la guitare, Tyson Ritter au chant et à la basse et Nick Wheeler à la batterie. Le CD est enregistré et mixé par Wheeler et géré par Half-A-Cup Entertainment. La démo est communément appelée The Blue Disc ou The Blue Album. Elle consiste en 12 morceaux, dont certains seront incluses sur la démo Same Girl, New Songs, publiée en 2001. Jesse Tabish quitta le groupe et devient membre du groupe folk Other Lives. Ritter et Wheeler enregistrent l’EP Same Girl, New Songs, qui est envoyé au label indépendant Doghouse Records, où une stagiaire la récupère dans une poubelle et la montre au propriétaire du label. The All-American Rejects signent alors leur premier contrat. En 2001, avec l’aide du producteur Tim O’Heir, les All-American Rejects auto-produisent leur premier album éponyme qui est lancé le label Doghouse Records, The All-American Rejects. L’album et son premier single, Swing, Swing, en octobre 2002. En parallèle de l’enregistrement, le groupe cherche des musiciens pour tourner en live. Ils sont bientôt rejoints par le guitariste rythmique Mike Kennerty, originaire d’Edmond, Oklahoma, qui leur présente Chris Gaylor, batteur dans un autre groupe avec Kennerty.
Quelques mois plus tard, le groupe signe avec la major DreamWorks Records qui relance le disque à plus grande échelle tandis que le groupe commence une tournée de 8 dates en janvier. Début 2003, le groupe part en tournée en tant que première partie de CKY mais est vite remplacé, les histoires différent quant à la raison. C’est à ce moment que s’amorce l’effet boule de neige, grâce notamment au single Swing Swing qui permet au groupe d’envahir les ondes radio et de se produire aux quatre coins des États-Unis et ailleurs dans le monde. L’album atteint la vingt-cinquième place du Billboard 200. Le single Swing, Swing atteint la soixantième place au Billboard Hot 100 et la huitième place au classement Billboard Modern Rock Tracks,,. Le single The Last Song sorti au printemps 2003, atteint la vingt-neuvième place au classement Billboard Modern Rock Tracks. Au printemps 2003, The All-American Rejects partent pour leur première tournée en tant que tête d’affiche, le Too Bad For Hell Tour. Plus tard la même année, ils sortent leur premier DVD live, Live from Oklahoma... The Too Bad for Hell DVD!, qui sera plus tard certifié disque d'or par la RIAA. Au cours de l’été 2003, les Rejects participent à la tournée Vans Warped Tour. Ils y participeront de nouveau à l’été 2005. En novembre, The All-American Rejects rejoignent le groupe Motion City Soundtrack pour six dates au Royaume-Uni, la première ayant lieu le 16 et la dernière le 22.

### Move Along(2005–2006)

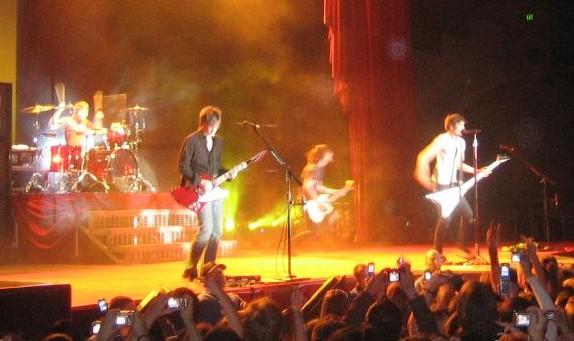
The All-American Rejects le 4 décembre 2006.

En juillet 2005, The All-American Rejects sortent leur deuxième album studio, Move Along, produit par Howard Benson. Le premier single Dirty Little Secret, sort l’été même sur les ondes radio. À la fin de 2005, le groupe part en tournée avec The Academy Is... et Rooney pour le The Rise of the Fall Tour. Le 13 décembre de la même année l’EP, The Bite Back sort sur l’iTunes Music Store, et pour le nouvel an le groupe joue Good Times Roll de The Cars avec Fall Out Boy sur MTV. En 2006 sort le deuxième single et chanson titre de l’album Move Along. Quelques semaines après la sortie du clip, Move Along est classé premier quatre jours de suite au Total Request Live. Le single n’entre au Billboard Hot 100 qu’en juin, six mois après sa sortie. Le 15 mars, the All-American Rejects partent pour une tournée de deux mois qui finit le 13 mai. Le 25 mai, The All-American Rejects se produit à la première édition du VH1 Rock Honors, en reprenant la chanson Photograph de Def Leppard. En juillet le groupe envoie un single promotionnel, Top of the World aux radios rock. Le clip est un assemblage d’images live du groupe.
Move Along est utilisée pour promouvoir la nouvelle vague de figurine de la franchise Bionicle durant l’été 2006. Le groupe participe aussi à cette campagne, appelée Free the Band. Les Rejects y sont enlevés par les méchants Piraka alors qu’ils naviguaient à bord d’un yacht. Le public devait aider les héros appelés Toa Inika et secourir le groupe via le site 'freetheband.com'. Un tirage au sort permettait ainsi aux gagnants de recevoir les nouvelles figurines Bionicle de Lego et du merchandising All-American Rejects. En septembre 2006, un troisième single sort, It Ends Tonight. Le clip entre directement à la dixième place du VH1 Top 20 et grimpe jusqu’à la deuxième place sur TRL. Plus tard la même année, les Rejects lancent le Tournado tour. Cette tournée commence à Hartford, dans le Connecticut, le 27 octobre et se termine à Champaign, dans l'Illinois, le 20 décembre. Ce jour de l’an, The All-American Rejects participent à un concert spécial à Fremont Street, Las Vegas réunissant les groupes OK Go, Five for Fighting, Rock Star Supernova, et Chicago.

### When the World Comes Down(2007–2009)
The All-American Rejects commencent à écrire pour leur troisième album studio en décembre 2006. Le groupe collabore aussi avec le compositeur Danny Elfman sur la chanson The Future Has Arrived, qui est incluse sur la bande originale du film Bienvenue chez les Robinson des studios Disney. La chanson est créée en adéquation avec la bande son du film. Le 17 juillet 2007, The All-American Rejects sortent leur deuxième DVD live, sous le titre Tournado, filmé lors de la tournée du même nom. En décembre, les chansons Move Along et Dirty Little Secret sortent en tant que versions téléchargeable pour le jeu vidéo Rock Band. Durant l’été 2008, les Rejects annulent leur participation au Warped Tour pour finir When the World Comes Down. La démo de Real World est sélectionnée pour la bande originale du jeu vidéo Madden 09. Durant l’été ils reprennent aussi Jack's Lament du film L'Étrange Noël de monsieur Jack, de Tim Burton. Cette chanson figurera, parmi d’autres reprises, sur Nightmare Revisited. La version studio  de la chanson I Wanna apparait dans le film, Super Blonde, qui sort au cinéma le 22 août 2008. Le chanteur Tyson Ritter y joue le rôle de Colby. 
Le 30 septembre 2008 sort Gives You Hell, le premier single issu de l’album When the World Comes Down. Le groupe est introduit au Oklahoma Music Hall of Fame, reçoit le prix Rising Star. Gives You Hell grimpe à la première place du classement Pop sur billboard.com ainsi que sur iTunes, est la cinquième chanson la plus téléchargée et la première la plus jouée de l’année 2009. Le clip de Gives You Hell sort le 5 novembre et atteint la première place du VH1's Top 20 Countdown. Le 6 novembre, le groupe part supporter Gives You Hell, avec le Gives You Hell Tour, qui a lieu dans des petites salles et des clubs. Puis le 18 de ce même mois, Mona Lisa (When the World Comes Down), une autre chanson sort en version numérique sur iTunes. La première semaine de décembre, la version studio de Real World est rendue disponible au téléchargement sur Rock Band sur Xbox 360 et PlayStation 3. Enfin, le 16 décembre 2008, trois ans après la sortie de Move Along, sort le troisième album du groupe, When the World Comes Down (produit par Eric Valentine). À la fin du Gives You Hell Tour, le groupe part pour une tournée internationale qui les emmène notamment le 4 mars à Tokyo, au Japon, et le 21 avril au club soda à Montréal, puis revient aux États-Unis pour le I Wanna Rock Tour, qui lui se tiendra dans les plus grandes salles des États-Unis.
Tyson Ritter et Nick Wheeler participent avec Rivers Cuomo à l’écriture de Put Me Back Together, qui sortira en 2009 sur l’album Raditude de Weezer.
En mai 2009, les Rejects sortent un second single aux États-Unis, The Wind Blows. Ce dernier reçoit un accueil mitigé. I Wanna sort en Australie et au Royaume-Uni le 8 juillet. Real World, une autre chanson extraite de When the World Comes Down, figure sur la bande originale de Transformers: Revenge of the Fallen sorti le 23 juin 2009, mais n’apparait pas dans le film. En juillet, Real World sort comme single promotionnel aux États-Unis, suivi de I Wanna. En fin d’été, The All-American Rejects rejoignent Weezer, Fall Out Boy et Taking Back Sunday pour la deuxième partie du Blink-182 Reunion Tour. Le 15 août The All-American Rejects se voient offrir l’occasion de jouer aux côtés de Hoobastank, Raygun, Boys Like Girls, Pixie Lott et Kasabian au premier MTV World Stage Live In Malaysia. Cette performance les fait connaitre en Malaisie. When the World Comes Down vend plus de 15 000 copies numériques et physiques dans le pays. Le 21 aout le single I Wanna sort en Autriche et en Allemagne. En octobre 2009, The All-American Rejects se voient contraints d’annuler des concerts à cause d’une blessure au genou du chanteur. Il joue depuis une chaise roulante, la jambe dans une attelle lors d’un show à Tampa, en Floride, le 27 septembre. Les rumeurs rapportent qu’il aurait subi une intervention chirurgicale pour retirer une tumeur qui aurait été là depuis plusieurs mois. Sa jambe se serait infectée et il reste hospitalisé 5 jours,. Ritter se remet pleinement, à temps pour participer au Battle of The Bands Tour avec Taking Back Sunday, dont la première date se tient à MSU, dans le Michigan. Le groupe annonce jouer leur dernier concert en support de When the World Comes Down à Hollywood, en Californie, le 14 décembre. La date étant complète, le groupe en ajoute une seconde, le lendemain, au même endroit. Cependant, ils jouent un concert supplémentaire, le 19 décembre, au Jingle Bell Bash de Seattle.

### Kids in the Street(2010–2013)
En février 2010, le groupe se produit aux Winter Olympics au Whistler Medals Plaza. Ils participent aussi au DirecTV lors du Super Bowl XLIV et un show spécial est diffusé en février. Ils écrivent et enregistrent la chanson The Poison pour la compilation Almost Alice, regroupant des chansons illustrant le film Alice in Wonderland de Tim Burton. Du 25 juin au 18 juillet, The All-American Rejects sillonnent les États-Unis et le Canada lors du Warped Tour 2010. Plus tard la même année, le groupe commence à travailler sur son quatrième album studio. Les auteurs-compositeurs du groupe, Nick Wheeler et Tyson Ritter, partent pour différents voyages d’écriture dans des endroits isolés des États-Unis (comme le Sequoia National Park en Californie), une tradition déjà éprouvée lors de l’écriture des albums précédents. L’enregistrement, produit par Greg Wells (Katy Perry, Mika, Adele…), se termine en juin 2011, le mixage commençant au mois d’aout suivant et se terminant début septembre. Selon Tyson Ritter, cet album sera très différent de leurs productions précédentes, le groupe ayant choisi d’expérimenter avec leur son. Le 14 novembre, Ritter annonce sur son Twitter l’arrivée de Matt Rubano, l’ancien bassiste de Taking Back Sunday. Si Rubano assure le rôle de bassiste en live sur les nouvelles chansons du groupe, laissant Ritter plus libre de ses performances, ce dernier assure qu’il reste le bassiste en ce qui concerne l’enregistrement de leur album. À la suite du séisme de 2010 qui dévaste Haïti, Ritter crée l'association Don't Hate On Haiti, dont les profits sont intégralement reversés à l'association Charity:Water, qui s'occupe de construire des puits, apportant de l'eau potable aux populations les plus pauvres.
En juin 2011, Ritter commence une campagne pour lever des fonds Haïti. Son objectif est de rester silencieux durant 30 jours. Les gens sont appelés à sponsoriser son silence en donnant de l’argent pour chaque jour où il reste silencieux. Via son Twitter et une série d’affiches, où il pose avec son chien Dexter, Nick Wheeler s’engage pour l’association Petfinder, incitant les gens à adopter des animaux. Le 3 décembre 2011, le groupe filme un clip vidéo promotionnel pour la première chanson de l’album, Someday's Gone, et le clip sort deux jours plus tard, le 5 décembre. Le groupe offre aussi la chanson en téléchargement gratuit sur le site officiel. Via son compte Twitter, le groupe déclare : « On voulait donner à nos fans un avant-goût pour les vacances, et cette chanson est la dixième chanson de notre album. » Dans la vidéo, un calendrier pouvant être aperçu dans le fond, annonce que la date de sortie de l’album sera le 27 mars 2012. La date de sortie de l'album, et par conséquent de la release party, sera finalement avancée au 26 mars. Le 16 décembre, ils annoncent le nom et la liste des titres de l’album, Kids in the Street, ainsi que le premier single serait Beekeeper's Daughter. Le single sort pour la première fois le 31 janvier 2012, dans un épisode de  la série américaine 90210 avant d’être disponible en téléchargement le même jour. 
Les Rejects lancent alors le Shaking Off the Rust Tour, qui commence à San Luis Obispo, en Californie, le 18 janvier 2012, et se termine à Phoenix, en Arizona, le 10 février. Durant l’été 2012, le groupe assure la première partie de Blink-182 lors de la partie européenne de leur tournée spéciale 20 ans. Le groupe joue aussi deux shows en tête d’affiche, à la Flèche d'Or à Paris le 20 juin 2012 et à la Theaterfabrik de Munich le 15 juillet. La première partie de Paris est assurée par The Bear et celle de Munich par The Bear, Piglet, et Goodbye Fairbanks.

### Nouvel album (depuis 2014)
Le groupe tourne en tête d'affiche au festival Slam Dunk et au Bank Holiday en mai 2014, avec d'autres groupes comme Goldfinger, Letlive, We the Kings et Zebrahead. En 2015, le groupe dévoile une nouvelle chanson intitulée There's a Place qui se trouve aussi dans la bande-annonce du film Miss You Already.
Le 7 juillet 2017, le groupe sort un EP composé de deux titres Sweat et Close Your Eyes. Le 16 juillet 2019, ils sortent à nouveau un EP, cette fois composé de 3 titres, Send Her to Heaven, Gen Why? (DGAF) et Demons. Ce même mois, le groupe annonce avoir signé chez Epitaph Records.

## Équipement
Le groupe possède de nombreuses guitares, principalement des Fender et des Gibson. Ils utilisent des micros Sennheiser, des cordes Ernie Ball et des médiators Dunlop. Le chanteur et bassiste Tyson Ritter utilise deux modèles Fender; une P-Bass noire, une Jaguar Bass, dont le modèle n’est plus disponible. Ritter utilise aussi des guitares Gibson dont une Gibson Thunderbird et une Epiphone Flying V.
Le guitariste Nick Wheeler, utilise essentiellement des Gibson, plus particulièrement des Gibson Firebird. Sa guitare principale est une Vintage Sunburst Firebird V. Il possède aussi une rare Firebird VII rouge, qui n’utilise plus en concert, ainsi qu’une Firebird personnalisée, peinte en bleu pailleté. En tout il possède huit Firebird. Il possède aussi une Classic Gibson Firebird et utilise fréquemment une Gibson ES-335. Cette guitare est notamment utilisée en live pour l’intro de Top of the World, remplaçant la guitare classique utilisée lors de l’enregistrement de cette dernière. Elle est généralement aussi utilisée pour les morceaux It Ends Tonight, Real World, Stab My Back, My Paper Heart, Gives You Hell et Dance Inside. Wheeler aime aussi utiliser une guitare à double manche Gibson EDS-1275, notamment en live sur "The Wind Blows". Il utilise aussi occasionnellement une Gibson Flying V, sur la version live de The Last Song.
Le guitariste Mike Kennerty utilise une Gibson SG depuis qu’il a rejoint le groupe, ainsi que des guitares Washburn. Kennerty aime aussi jouer d’une PRS Mira X, sortie début 2009,.
Chris Gaylor, le batteur, possédait auparavant une batterie Tama mais il joue aujourd’hui sur une C&C. Il possède un kit avec finition bois Rootbeer Sparkle et un kit finition acrylique. Sa batterie la plus récente est composée de sept éléments, notamment des tom alto 12×7, toms basses 14×10, 16×12 et 18×14, une caisse claire Nickel-Over-Brass 14×6.5, une caisse claire à effets 12×7, et une grosse caisse 24×16. Gaylor utilise des membranes Remo, des baguettes Vater Universal et des accessoires Tama. Gaylor privilégie les cymbales Sabian ainsi que des charlestons Sabian 14-inch HHX Evolution. Les 3 cymbales crash qu’il utilise sont : HHXplosion crash 18 inch, AAXplosion crash 19 inch, et HHX stage crash 20-inch. Il utilise aussi une cymbale crash-ride HH Power Bell 22-inch. Son kit est aussi composé d’un cencerro. Pour l’enregistrement il utilise aussi un enregistreur audio ADAT HD24 d’Alesis,.

## Membres
- Tyson Ritter - chant, basse, piano (depuis 1999)
- Nick Wheeler - guitare, claviers, chœurs (depuis 1999)
- Mike Kennerty - guitare, chœurs (depuis 2002)
- Chris Gaylor - batterie (depuis 2002)

## Discographie

### Singles
| Année | Single                   | Meilleure Position | Meilleure Position | Meilleure Position | Meilleure Position | Meilleure Position | Meilleure Position | Meilleure Position | Album                     |
| Année | Single                   | US                 | US Pop             | US Mod.            | AUS                | IRL                | N-Z                | R.U.               | Album                     |
| ----- | ------------------------ | ------------------ | ------------------ | ------------------ | ------------------ | ------------------ | ------------------ | ------------------ | ------------------------- |
| 2002  | "Swing, Swing"           | 30                 | —                  | 7                  | 13                 | —                  | —                  | 10                 | The All-American Rejects  |
| 2003  | "The Last Song"          | —                  | —                  | 29                 | —                  | —                  | —                  | 49                 | The All-American Rejects  |
| 2003  | "My Paper Heart"         | —                  | —                  | —                  | —                  | —                  | —                  | 85                 | The All-American Rejects  |
| 2003  | "Time Stands Still"      | —                  | —                  | —                  | —                  | —                  | —                  | —                  | The All-American Rejects  |
| 2005  | "Dirty Little Secret"    | 4                  | 2                  | —                  | 43                 | 27                 | —                  | 3                  | Move Along                |
| 2006  | "Move Along"             | 5                  | 2                  | —                  | 38                 | —                  | —                  | 22                 | Move Along                |
| 2006  | "It Ends Tonight"        | 1                  | 2                  | —                  | 12                 | 7                  | 9                  | 2                  | Move Along                |
| 2006  | "Top of the World"       | —                  | —                  | —                  | —                  | —                  | —                  | 56                 | Move Along                |
| 2008  | "Gives You Hell"         | 1                  | 1                  | 5                  | 2                  | 6                  | 8                  | 1                  | When The World Comes Down |
| 2009  | The Wind Blows           | —                  | 95                 | —                  | —                  | —                  | —                  | 86                 | When The World Comes Down |
| 2009  | "I Wanna"                | -                  | -                  | -                  | 67                 | -                  | -                  | 84                 | When The World Comes Down |
| 2009  | "Real World"             | -                  | -                  | -                  | -                  | -                  | -                  | -                  | When The World Comes Down |
| 2012  | "Beekeeper's Daughter"   | -                  | -                  | -                  | -                  | -                  | -                  | -                  | Kids In The Street        |
| 2012  | "Kids In The Street"     | -                  | -                  | -                  | -                  | -                  | -                  | -                  | Kids In The Street        |
| 2012  | "Heartbeat Slowing Down" | -                  | -                  | -                  | -                  | -                  | -                  | -                  | Kids In The Street        |
| 2015  | "There's a Place"        | -                  | -                  | -                  | -                  | -                  | -                  | -                  | There's a Place           |
| 2017  | "Sweat"                  | -                  | -                  | -                  | -                  | -                  | -                  | -                  | Sweat                     |
| 2019  | "Send Her to Heaven"     | -                  | -                  | -                  | -                  | -                  | -                  | -                  | Send Her to Heaven        |

### Participations
- 2006 : The Future Has Arrived (bande originale du film Bienvenue chez les Robinson)
- Jack's Lament (sur l'album Nightmare Revisited)
- 2010, pour la sortie du film Alice au pays des merveilles de Tim Burton, le groupe compose The Poison.

La même année, Ritter participe à la chanson "I'm in love with you" de Timbaland.

## Cinéma et télévision

### Apparitions
Tyson Ritter apparait, dans son propre rôle, au début de l'épisode 17 de la saison 3 de la série Dr House, diffusé le 3 avril 2007 sur Fox Network (19 mars 2008 sur TF1). Ritter joue également le rôle secondaire de Colby dans Super Blonde, et le morceau I Wanna figure dans ce même film. Le groupe fait une apparition dans l'épisode 3 de la saison 6, Paradis perdu, de la série Smallville en interprétant le morceau It Ends Tonight. Nouvelle apparition du groupe dans une série, 90210, pendant un concert à l'Offshore, bar de Liam Court dans le 15e épisode de la saison 4, Plus rien à perdre.
Ritter joue Dane, un designer graphique prétentieux dans la série Betas , sortie sur Amazon Instant Video. Ritter aurait signé pour apparaître dans plusieurs épisodes de la cinquième saison de Parenthood. À la fin de 2013, Tyson Ritter est choisi pour interpréter le rôle de Gregg Allman (jeune), du groupe The Allman Brothers Band. Le biopic, adapté des mémoires du cadet des frères Allman, My Cross to Bear, est pour l'instant intitulé Midnight Rider.

### Médias
Les chansons Can't Take It et Move Along sont utilisées dans la série Les Frères Scott. La chanson Dirty Little Secret figure dans la liste des chansons du jeu Pro Evolution Soccer 2010, sur celle du jeu Band Hero, et sur celle des films She's the Man et John Tucker doit mourir mais aussi dans la série Smallville.
La chanson Top of the World figure dans la liste des chansons du jeu Burnout Revenge. La chanson Swing Swing est utilisée dans le film American Pie : Marions-les ! ainsi que dans l'épisode 1 de la saison 1 de la série Newport Beach. La chanson Move Along figure dans l'épisode 2 de la saison 3 de la série Les Frères Scott et dans les films She's the Man, The Hitcher et Rex, chien pompier. La chanson Back to Me est utilisée dans la série Vampire Diaries. Dans l'épisode 14 de la saison 1 de Glee, Rachel Berry Lea Michele chante Gives You Hell. Dans Transformers 2 : La Revanche, la chanson Real World est utilisée. La chanson Night Drive apparait dans le jeu vidéo Cars.